# Nationalkongress zur Verteidigung des Volkes

Flagge der CNDP

Der Nationalkongress zur Verteidigung des Volkes (französisch Congrès national pour la défense du peuple, CNDP) war von 2006 bis 2009 eine Rebellengruppe von Laurent Nkunda, angeblich zum Schutz der Tutsi in der Demokratischen Republik Kongo. Die Gruppe war eine der zentralen Konfliktparteien im dritten Kongokrieg und wird der Unterstützung von Vertreibungen, Tötungen, Vergewaltigungen und Verbrechen gegen die Menschlichkeit beschuldigt. Im Rahmen eines Friedensvertrages vom 23. März 2009 wurde die Gruppe als politische Partei anerkannt und ihre bewaffneten Kräfte in die kongolesischen Streitkräfte integriert. Aus einigen dieser bewaffneten Kräfte, die sich 2012 wieder von der Regierungsarmee lossagten, bildete sich die Bewegung 23. März.

## Ziele
Das Hauptziel der CNDP war zunächst der Schutz der kongolesischen Tutsi vor den aus Ruanda stammenden Hutu-Milizen der FDLR, deren Funktionäre für den Genozid in Ruanda 1994 verantwortlich waren. Später versuchte der CNDP-Chef Laurent Nkunda die CNDP zu einer multiethnischen, gesamtkongolesischen politischen Alternative zu machen.
Ruanda wurde vorgeworfen den CNDP als Stellvertreter zu verwenden, um in die Angelegenheiten des Nachbarlandes einzugreifen.

## Geschichte
Der CNDP wurde nach eigenen Angaben 2006 gegründet. Im August 2008 hat der CNDP in einer großangelegten Offensive mehr als eine Viertelmillion Menschen vertrieben. Menschenrechtsgruppen beschuldigen den CNDP der Tötung, Vergewaltigung und Folterung. Als Konfliktpartei galten die Rebellen des CNDP aber als wesentlich disziplinierter als die plündernden Regierungstruppen und die mit ihnen verbündeten Maj-Maj-Milizen.
Anfang Januar 2009 wurde CNDP-Führer Laurent Nkunda von seinem Militärchef Bosco Ntaganda gestürzt. Ntaganda verbündete sich mit der kongolesischen Regierung und ging mit ihr gemeinsam gegen die Hutu-Miliz FDLR vor. Am 22. Januar 2009 wurde der flüchtige Laurent Nkunda von ruandischen Einheiten festgenommen.
Die Soldaten der CNDP, nun ohne Führung, erklärten sich sechs Tage später (am 29. Januar 2009) dazu bereit sich in die Armee der Regierung einzugliedern, um gemeinsam gegen die FDLR (speziell in der Region Nord-Kivu) vorgehen zu können. Die Anzahl der Soldaten wird auf ca. 6.200 geschätzt. Diese sollten nach Regierungsangaben bis zum 2. Februar voll integriert sein. Nur wenige hundert CNDP-Kämpfer haben sich bisher in die Nationalarmee integrieren lassen.
Am 23. März 2009 unterzeichneten Vertreter der CNDP in Goma ein unter UN-Vermittlung ausgehandeltes Friedensabkommen mit der Regierung, das sie in eine legale politische Organisation umwandelt. Die im April 2012 gegründete Bewegung 23. März begründet ihre Trennung von der kongolesischen Regierungsarmee FARDC mit Unzufriedenheit über die Umsetzung dieses Abkommens und benannte sich nach dem Datum des Abschlusses.